# Medverkan till brott
För medverkan till brott döms den, som utan att vara gärningsman, uppsåtligen främjat denna med råd eller dåd. En juridisk term för den individ som medverkar till brott är medhjälpare (latin socius).

## Sverige
Enligt svensk lag straffas den, som biträder vid själva utförandet av brottet och detta på sådant sätt, "att gärningen därigenom sker", såsom vore han själv gärningsman. Den medhjälpare åter, som lämnat sitt biträde före brottets utförande eller vars medverkan vid själva brottet varit av mindre väsentlig beskaffenhet, träffas av ett ringare straff. 
I Brottsbalken 23 kap 4 § föreskrivs:
Ansvar som i denna balk är föreskrivet för viss gärning skall ådömas inte bara den som utfört gärningen utan även annan som främjat denna med råd eller dåd. Detsamma skall gälla beträffande i annan lag eller författning straffbelagd gärning, för vilken fängelse är föreskrivet.
Den som inte är att anse som gärningsman döms, om han har förmått annan till utförandet, för anstiftan av brottet och annars för medhjälp till det.
Varje medverkande bedöms efter det uppsåt eller den oaktsamhet som ligger honom till last. Ansvar som är föreskrivet för gärning av syssloman, gäldenär eller annan i särskild ställning skall ådömas även den som tillsammans med honom medverkat till gärningen.
Vad som sägs i denna paragraf skall icke gälla, om något annat följer av vad för särskilda fall är föreskrivet..